# Erizonte
Erizonte es una banda de rock experimental y música electrónica con la inclusión habitual de videoarte y danza fundada en 2002 por el compositor y  multinstrumentista Julián Sanz Escalona.
Desde 2022 y en la actualidad desarrolla un proyecto de creación de nuevos ritmos o compases como herramientas de composición para otros autores que obtuvo la beca de investigación Ibermúsicas, con residencia virtual en el Centro Mexicano para la Música y las Artes Sonoras, CMMAS. 
En 2003 publica su primer álbum bajo el nombre de Erizonte titulado «Oí llover… e hice caso» con colaboraciones de músicos como el guitarrista Sean Eden. En él introduce por primera vez composiciones bajo el concepto paracanciones".
En 2010 su segundo álbum «Work in Progress» es nominado a los Premios Grammy Latinos. El álbum contiene varios experimentos musicales, entre ellos diversas grabaciones de campo con transductores de sonido o el llamado doble mono,.
En 2012 se publica un recopilatorio titulado Tensión. Spanish Experimental Underground 1980-1985 distribuido en todo el mundo en el que se recogen piezas de todas las formaciones de su primera época.
En 2014 forma la Compañía Erizonte para presentar en directo la obra de estilo electroacústico Suite Los Caprichos de Goya, que se estrena en Berlín en junio de 2014, compuesta junto a Scud Hero.
En 2015 la Suite Los Caprichos de Goya se publica en formato álbum y lo presenta en el salón de actos de la Real Academia de Bellas Artes de San Fernando, considerada casa espiritual de Francisco de Goya y en el Centro Cultural de España en Miami.
En 2016 realiza una gira por diversas ciudades de España con la Suite Los Caprichos de Goya y la presentan en México D.F..
En 2017 anuncian la presentación por entregas mensuales en formato work in progress, de la segunda parte de la trilogía inspirada en el dibujo y la ilustración titulada "Sonidos en el Silencio (música y arte sonoro a la obra de OPS)". Ops es un heterónimo del dibujante Andrés Rábago García, más conocido como El Roto En el proyecto participan los artistas Macromassa, Mecánica Popular (banda española), Mar Otra Vez, Scud Hero, Javier Corcobado, Eli Gras, Jesús Alonso y Pelayo Arrizabalaga, Esplendor Geométrico y La Fura dels Baus.
El 30 de marzo son invitados por el Gobierno de Aragón a participar en los actos conmemorativos del nacimiento de Francisco de Goya actuando con una selección de la Suite en el patio central del Museo Goya - Colección Ibercaja - Museo Camón Aznar de Zaragoza.
Artista seleccionado para el documental "Goya Siglo XXI" de Germán Roda, https://www.premiosgoya.com/pelicula/goya-siglo-xxi/
En 2018, actuación en la Casa de Goya en Burdeos, última morada del pintor y ciudad de su exilio, que hoy es sede del Instituto Cervantes.
Giran en Estados Unidos con actuaciones en Nueva York, Washington y Chicago.
En 2019, publican de varios singles La Fura dels Baus, Esplendor Geométrico y otros artistas, dentro del proyecto "Sonidos en el Silencio (música y arte sonoro a la obra de OPS)", dedicado al dibujante gráfico OPS, posteriormente conocido como El Roto.

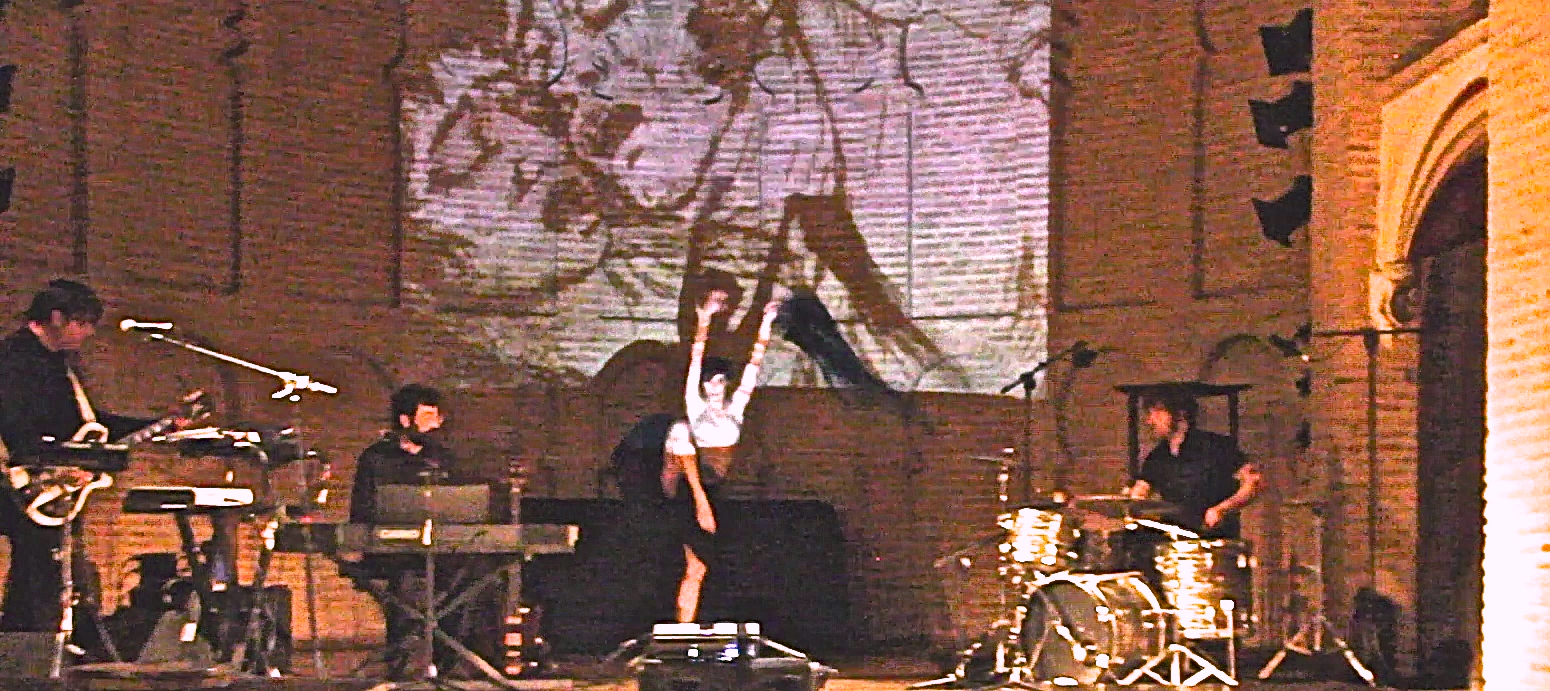
Actuación en Iglesia desacralizada de la Inquisición en Toledo

En 2020, la editorial Huerga y Fierro publica "Paracanciones y otro poemas", primer libro oficial de Julián Sanz Escalona. Una edición en México contiene un mayor número de poemas.
En 2021, publican el álbum en formato LP "Sonidos en el Silencio (música y arte sonoro a la obra de OPS)"  dedicado al dibujante gráfico OPS, posteriormente conocido como El Roto.
Desde 2022 desarrolla un proyecto de creación de nuevos ritmos o compases como herramientas de composición para otros autores que obtuvo la beca de investigación Ibermúsicas, con residencia virtual en el Centro Mexicano para la Música y las Artes Sonoras, CMMAS. 

## Artistas participantes en Erizonte
- Julián Sanz Escalona: teclados, bajo, percusión y diversos instrumentos.
- Jesús Alonso: batería y percusión.
- Javier Escudero: guitarra y electrónica.
- Kateryna Humenyuk: danza
- Scud Hero: Productor y arreglista.
- La Intemerata: performance
- Marcelo Fioramonti: video
- Giovanni Tradardi, teclados.
- Daniel Elorriaga, batería.
- Camille Hanson: danza y coreografía.
- Amaranta Verdugo: danza y coreografía.
- Carlota Pradera y Lázaro Godoy: danza y coreografía.
- Beatriz del Monte: danza y coreografía.

## Discografía de Erizonte
- Álbum «Oí llover… e hice caso» (Recordings from the other side, 2003).
- Una pieza en el recopilatorio «The Winelounge vol. 3» (Vinoselección 2008).
- Serie de 12 sencillos, publicados uno por mes a lo largo de 2008 en la compañía Discos Necesarios.
- Álbum «Work in Progress» (Discos Necesarios 2010). Distribuido por ¡Pop Stock! Nominado a los Premios Grammy Latinos. Producido por Javier Escudero.
- Pieza titulada "Rulers" para la edición colectiva Musique Concrète cognitive dissonance compilation (IFAR 2013).
- Pieza titulada "Messe pour le Psyché Rock Concrète" para la edición colectiva homenaje a Pierre Henry Musique Concrète paradox apocalypse compilation (IFAR 2017).
- «Suite Los Caprichos de Goya» LP + CD + facsímil del grabado El sueño de la razón produce monstruos de Francisco de Goya. Producido por Javier Escudero (Munster Records, 2015).[2]
- Proyecto Ediciones sucesivas de piezas desde 2017 hasta la actualidad. Por orden inverso de aparición: 12.ª LA FURA DELS BAUS i ERIZONTE con la voz de ANTONIN ARTAUD   11.ª pieza   ESPLENDOR GEOMÉTRICO & ERIZONTE  - Clerecía (instrumental) / Clerecía (con coro)[3] 10ª pieza   PELAYO ARRIZABALAGA, ELI GRAS & ERIZONTE -  Miedo a la verdad 9ª pieza.    MAR OTRA VEZ -  Calma 8ª pieza.    MACROMASSA & ERIZONTE  -  Tonsura 7ª pieza.    MECÁNICA POPULAR & ERIZONTE  -  Manipulación de masas 6ª pieza.    CORCOBADO & ERIZONTE  -  Sol sotnemurtsni es nacot 5ª pieza.    ERIZONTE  -  Difracción 4ª pieza.    SCUD HERO & Erizonte  -  Hipnosis Colectiva 3ª pieza.    ERIZONTE  -  El poder ordena el imperio 2ª pieza.    ERIZONTE y Jesús Alonso - En El País del silencio 1ª pieza.    ERIZONTE. -  (Des) educación
- Piano Impro Composition nº 1 (single DN 2019).
- Corona Virus Libertad (single DN 202)
- "SONIDOS EN EL SILENCIO. Música y arte sonoro a la obra de OPS", en colaboración con varios artistas como La Fura dels Baus, Macromassa, Mecánica Popular, Corcobado, Scud Hero, Pealyo Arrizabalaga, Eli Gras o Mar Otra Vez. (álbum 14 piezas DN 2021)
- Compás Esplendor, en directo (single DN 2022).
- Piano Impro Composition nº 2 "El día que murió Paco de Lucía" (single DN 2023).

## Discografía de Julián Sanz Escalona anterior a Erizonte
- La Fundación: Sencillo «Repetición» / «Todo pensado (para no durar)» (Tres Cipreses 3C-008, 1983).
- Mar Otra Vez. Miniálbum «No he olvidado cómo jugar embarrado / Fiesta del diablo y el cerdo» (1985) (GASA).
- La Gran Curva. Sencillo «El lugar equivocado» / «Extraño mundo» (DRO 1986).
- La Gran Curva. Álbum «Pasión en tus manos» (DRO, DRO 3D-178, 1986).
- Álbum «Tensión. Spanish Experimental Underground 1980-1985» (Munster Records, 2012, con temas de La Fundación, Mar Otra Vez y La Gran Curva).

## Discografía de Julián Sanz Escalona como productor
- Agujetas, En La Soleá, Alía Discos 1997. 1º mejor disco de flamenco 1998.
- José Antonio Díaz "Chaquetón", Mis adentros, Flamenco en el Foro 2002.
- Capullo de Jerez, Éste soy yo, Flamenco en el Foro.
- Cante por Cante (método para aprender los estilos del flamenco / varios artistas), Flamenco en el Foro.
- Capullo de Jerez En directo, Flamenco en el Foro.
- Curro de Jerez, con Rafael Alberti y Enrique Morente, Flamenco en el Foro.
- Joaquín el Canastero, Se busca, Flamenco en el Foro.
- Corcobado, Corcobator, (Everlasting Records, 1999).
- Agujetas, En La Soleá 2ª parte, 2004.
- Mate Almendral, Amor y humo, (Discos Necesarios, 2005).

## Disco de oroy posteriormente Disco de Platino como productor discográfico
BSO Sobreviviré, con música de Paco Ortega, con Estrella Morente, Niña Pastori, Manzanita, Alba Molina, y otros. Año 2000. Es la banda sonora más vendida en la historia del cine español.

## Conciertos importantes
- Sala Metro, Barcelona, con La Fundación.
- Sala Rock-Ola, Madrid, con La Fundación.
- Marquee, Madrid, con La Fundación.
- Festival europeo de Rennes, Francia, con La Fundación junto a Cabaret Voltaire y Litfiba.
- Sala Rock-Ola, Madrid, con Mar Otra Vez.
- Sala Astoria, Madrid, con Mar Otra Vez, presentación de la revista Rock Espezial.
- Sala Morrison, Zaragoza, con La Gran Curva.
- Sala Rock-Ola, Madrid, con La Gran Curva.
- Auditorio Julio Cortázar, Madrid, con Erizonte.
- Festimad, Madrid, con Erizonte.
- Casa de América, Madrid, con Erizonte.
- Colegio Mayor San Juan Evangelista, Madrid, con Scud Hero.
- Festival Viva la Izquierda y Festival Vive Latino Ciudad de México, con Javier Corcobado.
- Theater Auf Kreuzberg (T.A.K.) en Berlín, Alemania, con la Compañía Erizonte.
- Real Academia de Bellas Artes de San Fernando, Madrid, con la Compañía Erizonte.
- Centro Cultural de España en Miami, Estados Unidos, Compañía Erizonte, con la colaboración de Godoy-Pradera Projects.
- Centro Cultural L.A.T.A. de Ciudad de México, Compañía Erizonte.
- Museo Goya - Colección Ibercaja - Museo Camón Aznar de Zaragoza, Compañía Erizonte.
- Auditorio del castillo de Pedro I, en Torrijos (Toledo), Compañía Erizonte.
- Casa de Goya en Burdeos, Francia, sede del Instituto Cervantes
- Gira en EE. UU., Nueva York, Washington y Chicago
- Concierto en Almería dentro de la programación de la Facultad de Poesía José Ángel Valente, 2022.
- Concierto en el Centro Guerrero de Granada dentor del marco de la exposición sobre OPS, 2022.
- Gira en México 2023, con actuaciones en la Ciudad de México, Morelia, San Luis Potosí y Aguascalientes.

## Historia
Erizonte es una banda de rock experimental y música electrónica fundada en 2002 por el compositor y  multiinstrumentista Julián Sanz Escalona vinculado al rock y a la escena de la música experimental en España desde 1982 formando parte de grupos como La Fundación, Mar Otra Vez y La Gran Curva.
Julián Sanz Escalona, nació en Madrid el 14 de febrero de 1963. Creó en 1980 su primer grupo, Los Presumidos, junto a Ángel Castillo Villar y Juan Patricio Juan Barroso, al que posteriormente se incorporó como cantante José Javier Pérez Corcobado, todos ellos nacidos en el mismo año. Los Presumidos practicaban una especie de rock 'n' roll pasado por el filtro del punk de su época.
La Fundación fue una banda madrileña integrante de la llamada «onda siniestra» (dark wave), fundada en 1981 y disuelta en 1985. Con esta banda comienza su carrera profesional grabando su primer disco y actuando en directo en salas importantes de esa época en España, como Rock-Ola en Madrid y Metro en Barcelona.
Mar Otra Vez fue un grupo musical español formado en 1984. Liderado por Julián Sanz Escalona y José Javier Pérez Corcobado, y posteriormente solo por este último, tenía una clara orientación post-punk y new wave, y por su innovación en esta música experimental se convirtió en referencia dentro del movimiento musical originado en la movida madrileña. Posteriormente, fue considerado grupo de culto para muchos aficionados a la música creando escuela con grupos de España y de otros países como México.
La Gran Curva toma su nombre del tema de Talking Heads, The Great Curve, contenido en su álbum Remain in Light. Este grupo estaba formado por Belén L. Celada, Juan José Suárez y Julián Sanz Escalona. Producidos por Servando Carballar, líder de Aviador Dro, grabaron todos sus discos en DRO, en los estudio Duplimatic de Madrid. Juan José Suárez después de su disolución se integraría en Lunes de Hierro, grupo paralelo de Servando Carballar.
Julián Sanz Escalona funda Erizonte en 2002 y publica su primer disco Oí llover… e hice caso en 2003 en el sello Recordings from the Other Side perteneciente a la compañía Everlasting Records.
En marzo de 2010 publica su álbum Work in Progress en el sello Discos Necesarios y con el productor Scud Hero quien también se ocupó de los arreglos. El nombre hace referencia al modo en el que fue publicado: además de las colaboraciones que se fueron incorporando en él, se publicó en formato sencillo tema a tema, a lo largo de todo 2008, a razón de tema por mes, hasta completar así los doce de los que consta el álbum y que se fueron estrenando en el programa de Radio 3, Siglo 21. El álbum contiene varios experimentos musicales, entre ellos diversas grabaciones de campo con transductores de sonido o el llamado doble mono, así como diversas paracanciones. Paracanción es un tipo de composición que consta de un poema pensado como letra de una canción pero que no se amolda a un ritmo o a una melodía y ha de ser interpretada sobre un fondo sonoro hecho a su medida.
Durante 2011 compuso junto a Scud Hero una obra contemporánea en forma de suite, de corte electroacústico, repartida en ocho movimientos (movimiento) y una obertura para acompañar la exposición de los 80 grabados que conforman la serie "Los Caprichos" de Francisco de Goya, en formato de sonido 5.1. Con el patrocinio de la Agencia Española de Cooperación Internacional para el Desarrollo (AECID) se presentó en el Día Internacional de los Museos en la Pinacoteca Nacional de Lituania, ejecutándose durante la muestra de los 80 grabados.
En 2012 se publicó en todo el mundo por el sello Munster Records un recopilatorio titulado Tensión. Spanish Experimental Underground 1980-1985 en el que se recogen, junto a otros de similares características, todas las formaciones de su primera época.
En 2014 forma la Compañía Erizonte para presentar en directo la obra de estilo electroacústico Suite Los Caprichos de Goya, que se estrena en Berlín en junio de 2014 compuesta junto a Scud Hero. Ese año retoma la colaboración con Javier Corcobado en diferentes proyectos y graba en su disco "Mujer y Victoria" participando también en algunas composiciones. También participa en el diseño y composición del espacio sonoro de la obra de teatro "La donna immobile" de la compañía La Intemerata.
En 2015 se publica en formato álbum y lo presenta en el salón de actos de la Real Academia de Bellas Artes de San Fernando, considerada casa espiritual de Francisco de Goya. Se estrena la obra en América en el Centro Cultural de España en Miami.
Desde entonces han estado presentando la obra en directo en diversos lugares de España, así como en Alemania, EE. UU., México y Francia.
2017 a 2021. Composición, desarrollo y publicación de la segunda parte de la trilogía sobre la ilustración y el dibujo como transmisores de ideas progresistas, dedicado a OPS. Ops es un heterónimo del dibujante Andrés Rábago García, más conocido como El Roto En el proyecto participan los artistas Macromassa, Mecánica Popular (banda española), Mar Otra Vez, Scud Hero, Javier Corcobado, Eli Gras, Jesús Alonso y Pelayo Arrizabalaga, Esplendor Geométrico y La Fura dels Baus.
Desde 2022 desarrolla un proyecto de creación de nuevos ritmos o compases como herramientas de composición para otros autores que obtuvo la beca de investigación Ibermúsicas, con residencia virtual en el Centro Mexicano para la Música y las Artes Sonoras, CMMAS. [1]